# Kynodontas
Kynodontas és una pel·lícula de drama psicològic grega del 2009 dirigida per Iorgos Lànthimos. La pel·lícula tracta sobre un matrimoni (Christos Stergioglou i Michelle Valley) que mantenen els seus fills (Angelikí Papúlia, Christos Passalis i Mary Tsoni) aïllats del món fins a l'edat adulta.
Kynodontas va ser el tercer llargmetratge de Lànthimos, va guanyar el premi Un certain regard al 62è Festival Internacional de Cinema de Canes i va ser nominada a l'Oscar a la millor pel·lícula de parla no anglesa als Premis Oscar de 2010.

## Argument
Una matrimoni viu en una casa amb jardí amb el seu fill i dues filles. Els joves no tenen coneixement del món exterior i els seus pares els expliquen que estaran preparats per a marxar quan perdin una dent canina. Els joves s'entretenen amb jocs de resistència, com mantenir un dit a l'aigua calenta, i els pares premien el bon comportament amb adhesius i castiguen el mal comportament amb violència.

## Crítica
El crític Dimitris Danikas va considerar Kynodontas tan important per al cinema grec com la pel·lícula de 1970 Anaparastasi de Theo Angelópulos: «té el surrealisme de Luis Buñuel, el bisturí de Michael Haneke, l'horror subterrani d'un thriller sense esquitxos, és perfecta».
Dimitris Bouras, a per a Kathimeriní, va referir-se als «efectes beneficiosos que podria tenir l'Oscar» i va escriure que la nominació revela tres fets interessants: «1) a Grècia hem de ser extravertits (i no només al cinema), 2) el producte exportable és el que té una identitat, i 3) la nominació és com una inversió, el mannà del cel de Hollywood per al cinema grec en desenvolupament».
Diversos crítics van fer comparacions amb el cas Fritzl de 2008, tot i que van assenyalar que el guió es va escriure abans que el cas sortís a la llum. També s'han observat semblances amb la pel·lícula d'Arturo Ripstein de 1972 El castillo de la pureza.
En una entrevista del 2012, el cineasta David Lynch va reconèixer que Kynodontas era «una comèdia fantàstica».